# The Twilight Zone (låt)
The Twilight Zone är en låt av det kanadensiska bandet Rush. Låten släpptes som singel och återfinns på albumet 2112, utgivet den 1 april 1976. Låtens musik komponerades av basisten Geddy Lee och gitarristen Alex Lifeson, medan texten skrevs av trummisen Neil Peart. 
Låtens text är baserad på TV-serien Twilight Zone. Den första versen är baserad på avsnittet "Will the Real Martian Stand Up?" och den andra versen är baserad på avsnittet "Stopover in a Quiet Town".
"The Twilight Zone" spelades av Rush endast 6 gånger, 3 gånger år 1976 och 3 gånger år 1977.

## Medverkande
- Alex Lifeson – gitarr
- Neil Peart – trummor
- Geddy Lee – elbas, sång